# نبردناو لورن
نبردناو لورن (به انگلیسی: French battleship Lorraine) یک کشتی بود که طول آن ۱۶۶ متر (۵۴۴ فوت ۷ اینچ) بود. این کشتی در سال ۱۹۱۳ ساخته شد.